# 数学の諸分野
数学は、歴史にわたり分野の多様性と深さの増大を包含する、そして包含は、より全般的な数学の分野 のうちにその多くの分野を分類ならびに編成をするようなひとつの体系を要求する。
数多くの異なった分類の枠組みが起き上がった、なおかつしかしながらそれらは幾つかの類似を共有しながら、それらが与える異なった目的の各々において当然与えるものにおいて違いがある。
加えて、数学が発展し続けるにつれ、これらの分類の枠組みは、新しく生まれた分野や異なった分野の間に新しく発見された関係についてうまく考慮するよう変わらなければならない。
分類は、しばしば、異なった分野の間のその境界に跨（またが）るものである、そのもっとも活動的な、幾つかの分野により一層複雑にされる。

## 分類体系
（以下、名称の読みの五十音順に列挙する：）
- Mathematics Subject Classification（英語版）（MSC）は、評論雑誌データベースのMathematical ReviewsとzbMATHのスタッフにより生み出された。多くの数学雑誌はMSCの分野符号をもって論文に表示するよう著者に求めている。MSCは、おのおのがさらに下位の分野を含む、60以上の分野に数学を分ける。2024年現在の最新版はMSC2020である[1]。